# Hill Billys
Hill Billys ou The Hillbilly est un court métrage de la série Oswald le lapin chanceux, produit par le studio Robert Winkler Productions et sorti le 1er février 1935.

## Fiche technique
- Titre  : Hill Billys
- Autre Titre : The Hillbilly
- Série : Oswald le lapin chanceux
- Réalisateur : Walter Lantz
- Scénario : Walter Lantz
- Producteur : Walter Lantz
- Production : Walter Lantz Productions
- Distributeur : Universal Pictures
- Date de sortie : 1er février 1935[1]
- Musique: James Dietrich
- Format d'image : Noir et Blanc
- Langue : (en)
- Pays de production :  États-Unis